# Adidas
Adidas AG njemačka je korporacija za proizvodnju sportske opreme sa sjedištem u Herzogenaurachu u Bavarskoj.
Adidas je član Adidas grupe koju čini više tvornica sportske opreme, a to su Reebok, TaylorMade-adidas i Rockport. Osim sportske obuće još proizvodi razne proizvode kao ruksake, majice i drugu sportsku opremu.
Zaštitni znak ove robne marke su tri paralelne crte, koje su trenutno Adidasov službeni logo. U 2018. godini Adidas je zaradio 21,915 milijardi €.

## Povijest
Adolf Dassler je nakon što se vratio iz Prvog svjetskog rata počeo sebi izrađivati sportsku obuću u svom rodnom Herzogenaurachu u Bavarskoj. 1924. godine mu se u izradi sportske obuće pridružio njegov brat Rudolf Dassler s kojim je te iste godine osnovao tvrtku Gebrüder Dassler Schuhfabrik (Sportska oprema braće Dassler).
Tijekom Olimpijskih igara 1928. njihova tvrtka je opremala nekoliko sportaša. Tada dolazi do razvoja tvrtke, a osobito nakon što su izradili sportske cipele za Jessea Owensa prigodom Olimpijskih igara u Berlinu 1936. godine. Tijekom Drugog svjetskog rata Adidas je proizvodio opremu za Njemačku vojsku. 1948. godine dolazi do razilaženja braće Dassler, Rudolf Dassler osniva Pumu, a Adolf i dalje ostaje u Adidasu. 18. kolovoza 1949. Adolf Dassler mjenja ime tvrtki iz Gebrüder Dassler Schuhfabrik u Adidas. Naziv tvrtke Adidas je stvoren od nadimka i prezimena njegova osnivača Adi (bio je nadimak od Adolfa) i Das (su prva tri glasa od njegova prezimena Dassler).

## Proizvodi
Adidas trenutno oprema na stotine sportaša i momčadi diljem svijeta u raznim sportovima. Proizvodi opremu za nogomet, košarku, američki nogomet, atletiku, tenis, golf, bejzbol i skejtboarding.

#### Nogomet
Jedan od glavnih Adidasovih proizvoda u nogometu su nogometni dresovi i kopačke. Također proizvode i nogometne lopte, pa tako gotovo svako veće nogometno natjecanje na svijetu ima službene lopte od Adidasa, npr. (Svjetsko prvenstvo u Njemačkoj 2006.). Mnogim momčadima i igračima diljem svijeta su glavni sponzori, među njima su i neke najbolje svjetske reprezentacije kao Njemačka, Argentina, i Španjolska itd., ali i najbolji nogometni klubovi kao Manchester United, FC Bayern München, Chelsea FC, Real Madrid, Juventus i AC Milan.

#### Tenis
Adidas sponzorira mnoge tenisače i izrađuje teniske rekete. Stefanos Tsitsipas i Elena Rybakina samo su neki od tenisača i tenisačica kojima je sponzor Adidas.

## Slogan
Trenutno u svijetu nogometa slogan Adidasa je Impossible is Nothing (Ništa nije nemoguće), dok u svijetu košarke slogan je Believe In Five (Vjerujte u peticu).

## Adidas Originali
Nakon linije "casual" odjeće, Adidas je sredinom 90-ih godina razdijelio brand u tri glavne skupine, svaki s vlastitim obilježjima. Adidas performance je napravljen za sportaše, Adidas Originals se fokusira na modu i životni stil, dok Y-3 trenutno rade modni dizajneri Yohji Yamamoto i Lawrence Dawanyi, a u prodaji je od ljeta 2009. godine.

## Zanimljivosti
Poslovanje je bilo na rubu propasti kada je 1999. godine na progrešan način implementiran informacijski sustav logike i prodaje. Zbog pogrešaka u vođenju projekta i pogrešnom shvaćanju uloge informatike u poslovanju, korporacija dva mjeseca nije znala pravo stanje zaliha milijuna svojih proizvoda. Problemi u logistici kulminirali su padom prodaje od 90% i velikim financijskim gubicima.

## Vanjske poveznice
- Službena stranica
- Stranica Adidas Grupe